# Eurypetalum unijugum
Eurypetalum unijugum là một loài rau đậu thuộc họ Fabaceae.
Loài này chỉ có ở Cameroon.
Môi trường sống tự nhiên của chúng là rừngs ẩm vùng đất thấp nhiệt đới hoặc cận nhiệt đới.
Chúng hiện đang bị đe dọa vì mất môi trường sống.